# Planxa de surf

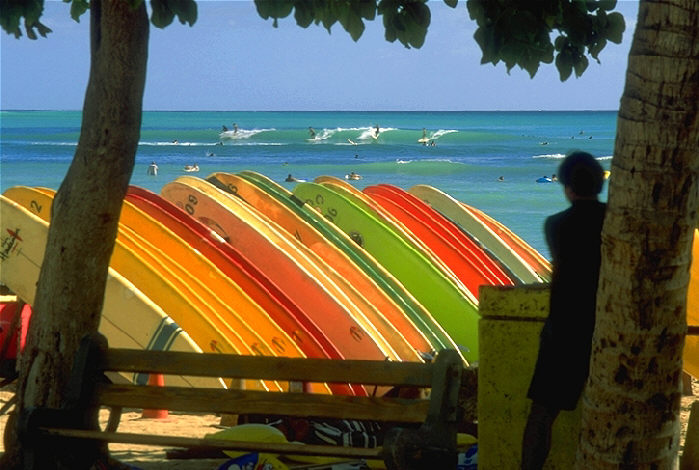
Planxes de surf alineades a la platja de Honolulu (Hawaii).

Les  taules o posts de surf són plataformes allargades que s'utilitzen en l'esport aquàtic del surf. Van ser inventades a Hawaii, on eren conegudes com a papa he‘e nalu en la llengua hawaiana. Es poden classificar segons el seu disseny, forma, mida i material. Les diferents característiques atenen a diferents interessos i modalitats de surf.

## Disseny
En relació al disseny podem trobar-ne de convencionals o no convencionals. La taula convencional fa referència a la taula de disseny tradicional, en punta i amb cants còncaus; aquestes són les que tota la vida s'han vist en platges i pel·lícules. Cada vegada es poden trobar a les platges nous dissenys que pretenen un revulsiu en les antigues tendències, com les taules parabòliques (Trinity, Meyerhoff, Swizzler, etc.) o les Stinger.

## Tipus de taules segons la seva forma[2]
- Town-in: Estan dissenyades per onades provocades per una moto aquàtica o un altre tipus d'embarcació petita a motor. Són taules de mida petita i estretes.

- Fish: Està dissenyada per surfejar onades petites o mitjanes. Són taules amples.

- Retro: Són taules curtes, amb formes una mica rares. Són gruixudes i amb molta superfície en la part davantera.

- Shortboard: Taules comunes i amb disseny més evolucionat. Tenen bon equilibri, són molt ràpides i bones per fer maniobres.

- Evolutiva: És la millor taula per aprendre a surfejar perquè són les més grans i gruixudes, i tenen una gran estabilitat.

- Gun: Tenen una punta afilada, i estan especialment dissenyades per a surfejar onades grans. Normalment són taules altes amb gran rapidesa.

- Longboard: Són grans i de punta rodona. Ideals per onades petites o mitjanes. Per a un surfista amb experiència, també serveix per ones grans.

- Stand Paddle Board: Estan dissenyades per a poder desplaçar-se dret durant tota l'estona, tant en l'onada, com fora d'ella. Són molt amples i gruixudes per suportar el pes d'una persona.

## Mida
La mida es mesura en peus, des de 4.8" fins a 9". Les més grans (longboard) proporcionen un surf més pausat, permeten muntar-se en onades menors i recórrer grans distàncies. La velocitat de rem és més gran però són menys manejables i dinàmiques que les més petites. Són les taules òptimes per a dies d'onades mitjanes (2 a 3 metres). Les més petites, són perfectes per ones grans, molt més dinàmiques i àgils (3 a 6 metres).

## Material
Els materials tradicionals com la fusta han caigut en desús. De vegades les taules de materials sintètics imiten aquest material, com per exemple la fibra. El més comú és el plàstic de polipropilè de baixa densitat. Les taules d'aquest material suren força i són estables, però són menys agradables i pesen més. Les professionals són d'escuma de poliuretà per dins (foam) amb un reforç habitualment de fusta, i recobertes amb teles de fibra de vidre. N'hi ha de diferent gramatge. El conformat o shaping és fonamental per a la seva durabilitat, ja que la fibra de vidre és un material on el treballat influeix molt en la seva vida útil. Es pot adquirir una taula curta de fibra en tallers de surf on s'elaboren a mida.
D'altra banda, l'acabat també és important, ja sigui polit o rugós.